# Moses Wine detective
Moses Wine Detective è una commedia/thriller del 1978, diretta da Jeremy Paul Kagan.

## Trama
Moses Wine fa il detective privato soprattutto per pagare gli alimenti alla moglie da cui ha divorziato. Un giorno gli capita un buon lavoro: rintracciare un ex capo storico delle prime sommosse studentesche di Berkeley. Lo stesso Wine ha un passato del genere. Le sue indagini sono molto difficili e anche pericolose. Alla fine, Wine trova il personaggio, molto imborghesito. Ma c'è una sorpresa finale.